# CS Gloria 2018 Bistrița-Năsăud
Maillots
Dernière mise à jour : 13 mai 2024.
Le CS Gloria 2018 Bistrița-Năsăud est un club roumain de handball féminin basé à Bistrița.

## Palmarès
Compétitions internationales
- Finaliste de la Ligue européenne (C3) en  2024

Compétitions nationales
- 3e du championnat de Roumanie en 2019, 2023
- 3e de la Coupe de Roumanie en 2017, 2024

## Effectif
L'effectif pour la saison 2023-2024 est :
| Gardiennes de but - 20 Iulia Dumanska - 33 Anastasija Babović - 87 Renata Arruda Ailières gauches - 02 Nicoleta Dincă - 03 Paula Posavec Ailières droites - 27 Asuka Fujita - 30 Sonia Seraficeanu - 37 Nina Bulatović Pivots - 10 Florina Chintoan - 31 Ida-Marie Dahl - 77 Tamires Morena Lima | Arrières gauches - 08 Maria Ţanc - 14 Bianca Bazaliu - 23 Déborah Kpodar Demi-centres - 04 Laura Pristăviță - 13 Cristina Laslo - 17 Carmen Stoleru - 29 Gnonsiane Niombla Arrières droites - 39 Natalia Nosek - 98 Seynabou Mbengue Rodríguez |

Staff
- principal :  Florentin Constantin Pera (en)
- adjoint :  Marius Novanc
- gardiennes :  Alexandru Buligan

## Personnalités liées au club
Parmi les joueuses historiques, on trouve :
- Valentina Ardean-Elisei
- Alexandrina Barbosa
- Bianca Bazaliu
- Mariana Costa
- Melinda Geiger
- Jovana Kovačević
- Déborah Kpodar
- Cristina Laslo
- Željka Nikolić
- Gnonsiane Niombla
- Darly Zoqbi de Paula